# Kościół św. Apostołów Filipa i Jakuba w Bukownicy
Kościół świętych Apostołów Filipa i Jakuba w Bukownicy – rzymskokatolicki kościół parafialny należący do parafii pod tym samym wezwaniem (dekanat Grabów diecezji kaliskiej).
Jest to budowla murowana, jednonawowa, wzniesiona około 1721 roku w stylu barokowym, podczas urzędowania księdza proboszcza Wojciecha Bączyńskiego. Jednak niedługo potem pożar, w którym ucierpiała cała wieś, spowodował w niej duże zniszczenia. W czasie odbudowy w 1776 roku nie zostały zachowane niektóre, charakterystyczne dla baroku, cechy architektoniczne kościoła. Oprócz tego około 1863 roku wysoka wieża została przebudowana w stylu neogotyckim, w późniejszych latach świątynia została otynkowana.
Większość wyposażenia kościoła to dzieła barokowe i późnobarokowe z XVIII wieku, jedynie część polichromii powstała w XIX wieku i cechuje się elementami stylu eklektycznego, podobnie jak obrazy umieszczone w prawym bocznym ołtarzu (z końca XIX wieku). Przedstawiają one Jezusa ukrzyżowanego z Maryją i Janem stojącymi pod krzyżem (obok jest umieszczona figura św. Weroniki  z chustą oraz nieznanej niewiasty), powyżej scenę Jezusa stojącego przed Piłatem (tzw. Ecce homo) oraz na samej górze scenę naigrawania się z Jezusa przez przechodniów. W lewym bocznym ołtarzu jest umieszczony obraz śpiącego Jakuba, który widzi drabinę z wędrującymi po niej aniołami, a u jej szczytu Boga Ojca (kryje on pod sobą obraz Archanioła Rafała prowadzącego małego Tobiasza), obraz ten otaczają posągi św. Mikołaja  i pustelnika, nad nimi znajduje się Matka Boża miażdżąca głowę węża w otoczeniu aniołów, a na najmniejszym obrazie na samej górze widoczny jest św. Antoni przyjmujący Komunię Świętą.  
Obraz Matki Bożej wzorowany na ikonie Pani Jasnogórskiej znajdujący się w głównym ołtarzu jest czczony w parafii jako wizerunek Matki Bożej Szkaplerznej i jak większość wyposażenia pochodzi z II połowy XVIII wieku. Namalowany został w stylu bizantyjskim, a na postacie została nałożona srebrna sukienka, miejscami pozłacana. Obraz ten zasłania bardzo nietypowy obraz Świętej Rodziny. W stylu barokowym jest na nim przedstawiony św. Józef z kilkuletnim Dzieciątkiem stojącym na stołku (Józef całuje Jezusa w rękę), a z drugiego planu przygląda im się Matka Boża z jedną dłonią na sercu, a drugą lekko uniesioną. W prawym dolnym rogu obrazu, tyłem do nas siedzi anioł z bukietem róż w ręku, nad całą sceną oprócz tego unoszą się liczne główki anielskie i jedna cała postać cherubina. Przy filarach głównego ołtarza są usytuowane figury biskupów - św. Wojciecha i św. Stanisława.